# Diyala
La Diyâlâ (persan : diyālah, دیاله, Diyâlah ; arabe : nahr ad-Diyālā, نهر ديالى rivière Diyâlâ ; kurde : sīrwān, سيروان, Sîrwân) est un affluent d'une longueur totale de 445 km sur la rive est du Tigre avec lequel elle conflue en aval de Bagdad. Son bassin versant s'étend sur 32 600 km2.

## Géographie
Elle prend sa source en Iran dans le massif du Zagros à plus de 2 000 m d'altitude dans la province d'Hamadân à environ 50 km à l'est de la ville d'Hamadân et porte alors le nom de Sîrwân. Elle traverse une partie le Sud de la province du Kurdestân et du Nord de la province Kermanshah. Sur quelques kilomètres elle fait la frontière entre l'Iran et l'Irak, où elle donne son nom à la province de la Dîyâlâ. Depuis l'Irak, sa vallée sert de porte d'entrée dans le massif du Zagros et la province iranienne du Kermanshah.

## Histoire
La rivière est mentionnée dans les Histoires de l'historien antique grec Hérodote sous le nom de Gyndes. Il est soupçonné que Cyrus le Grand ait dispersé cette rivière en faisant construire quelque 360 chenaux de dérivation comme punition après qu'un cheval blanc sacré y ait péri. La rivière serait revenu à son cours originel après que les canaux aient été comblés par le sable. La bataille de la Diyala s'y serait déroulée en 693 av. J.-C., opposant les armées assyriennes aux armées des Elamites du sud ouest de l'Iran.

## Affluents
- L'Alvand Rud

## Les débits à la station de Muqdadiya
Le débit de la Diyala a été observé pendant 29 ans (1924-1952) au barrage de Muqdadiya, situé peu avant l'arrivée de la rivière dans la plaine mésopotamienne.
À Muqdadiya, le débit annuel moyen ou module observé sur cette période était de 164 m3/s pour un bassin versant de 29 700 km2.
La lame d'eau écoulée dans ce bassin atteint ainsi le chiffre de 174 millimètres par an.

## Équipement hydraulique
En Iran, le barrage Daryan est en construction à proximité de la localité de Darian dans la province de Kermanshah. Ce barrage a pour but de détourner une partie des eaux de la rivière vers le sud-ouest de l'Iran pour l'irrigation et pour l'hydroélectricité,. Les eaux détournées passeront en partie dans le tunnel d'adduction d'eau de Nossoud. En Irak, elle est d'abord barrée par le barrage de Derbendikhan, construit, entre autres, pour l'irrigation et l'électricité. Elle est ensuite coupée par les barrages de Himrin et de Muqdadiya. Ce dernier a été construit dans le but de contrôler les crues qui provoquaient des inondations plus en aval. Enfin, en bout de vallée, à 90 km de Bagdad, elle est coupée par le barrage de Diyala, planifié dans un but d'irrigation.